# 阿爾瓦沙因

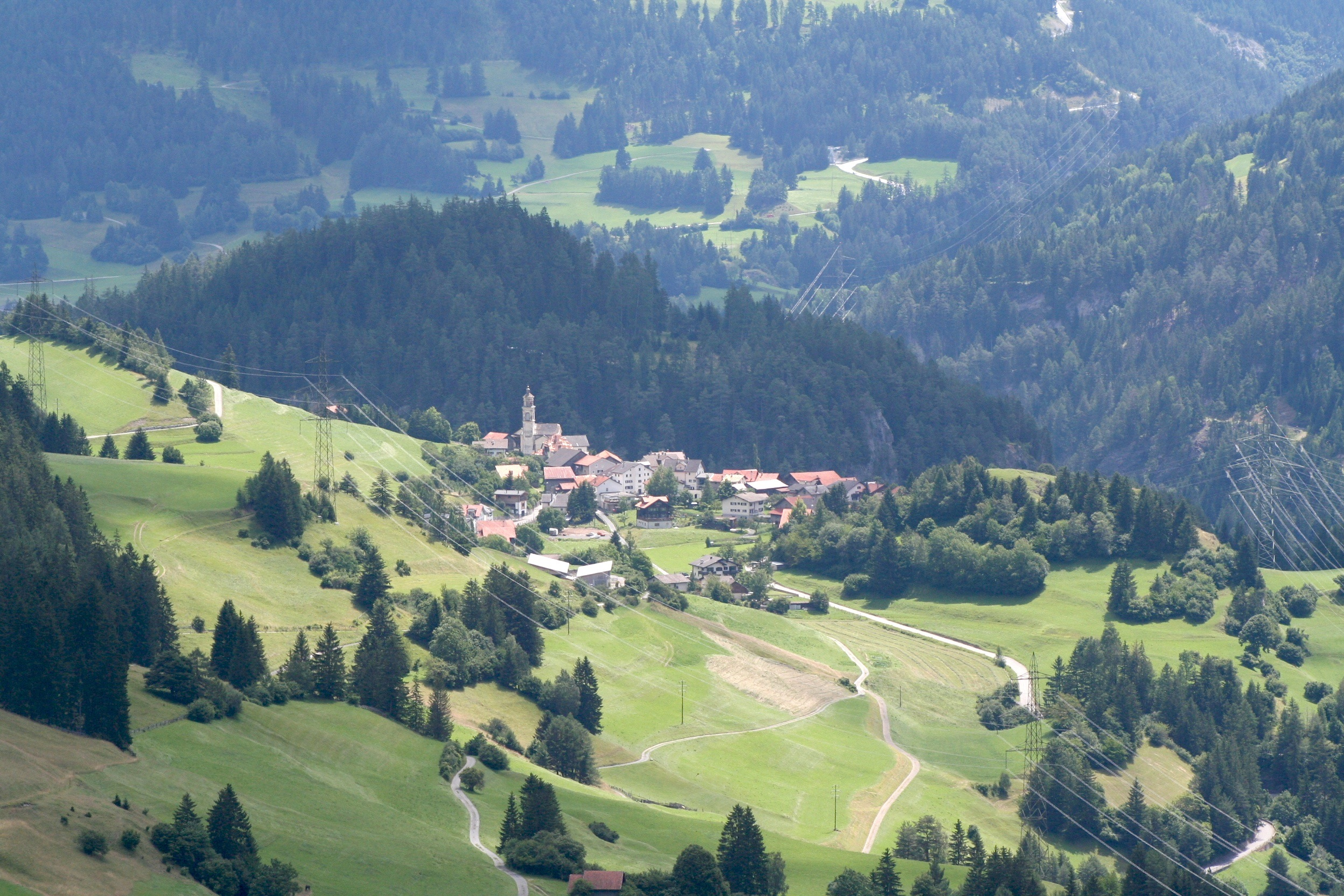

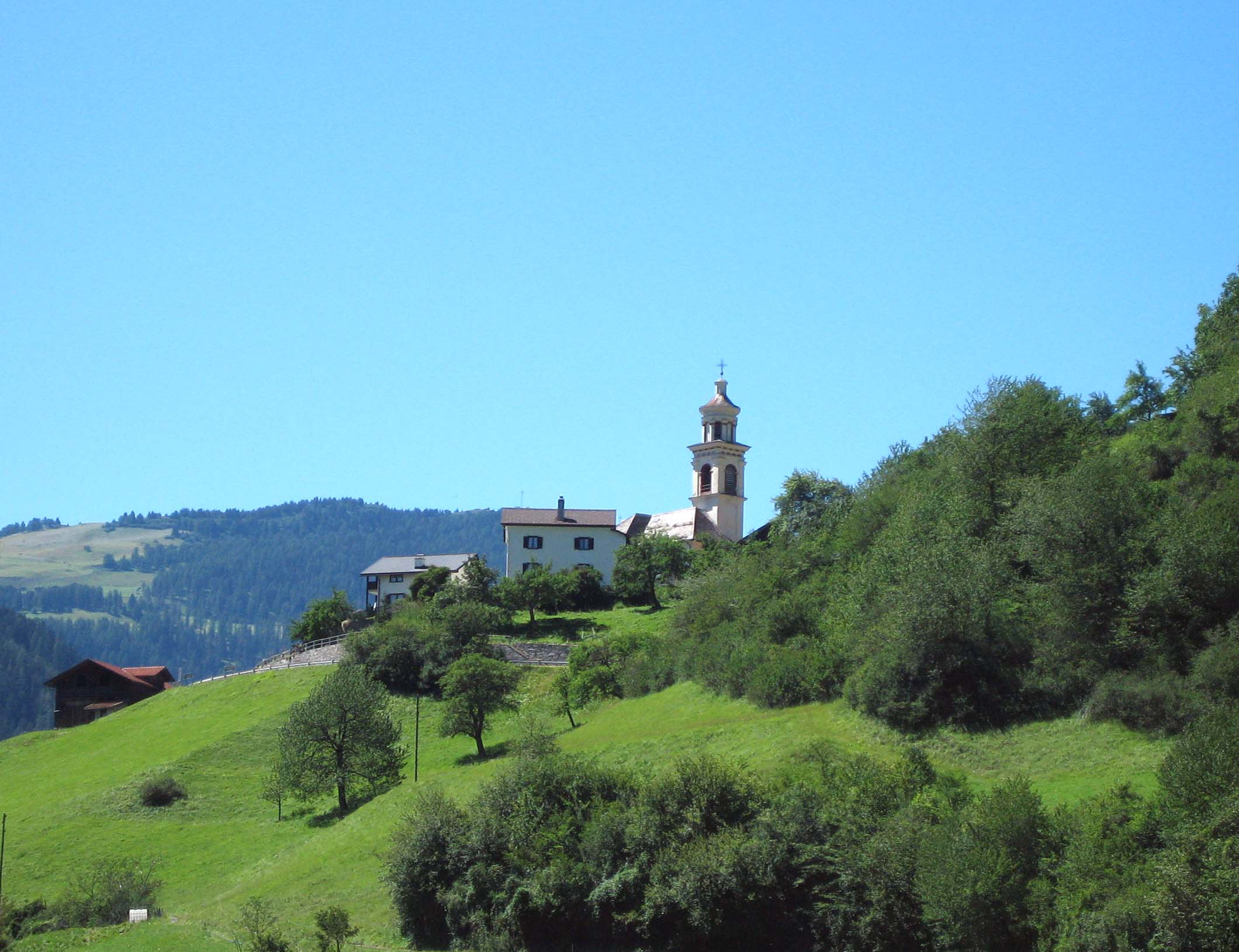

阿爾瓦沙因是瑞士的城鎮，位於該國東部，由格勞賓登州負責管轄，面積4.08平方公里，海拔高度1,001米，2011年人口138，人口密度每平方公里34人。